# Uroplectes
Uroplectes ist eine Gattung der Skorpione aus der Familie der Buthidae. Ihre Vertreter sind im englischen Sprachraum bekannt als die lesser thick-tailed scorpions (deutsch: kleinere dickschwänzige Skorpione). Es gibt ungefähr 40 Arten, die in der afrotropischen Zone verbreitet sind. Am vielfältigsten sind sie in Südafrika.
Diese Skorpione sind im Allgemeinen etwa 3 bis 6 Zentimeter lang,. Einige Arten sind kleiner, wie etwa U. ansiedippenaarae, die weniger als 2 Zentimeter lang werden. Sie haben eine variable Farbe von hellem Gelb bis zu gedecktem Grün. Sie kommen in vielen Arten von Lebensräumen vor, von Bergwäldern bis hin zu Wüsten. Sie leben unter Felsen und in Bäumen und es wurde auch schon beobachtet, dass sie in Häuser eindringen.

## Arten
Zu der Gattung gehören folgende Arten:
- Uroplectes andreae (Pocock, 1889)
- Uroplectes ansiedippenaarae (Prendini, 2015)[2]
- Uroplectes carinatus (Pocock, 1890)
- Uroplectes chubbi (Hirst, 1911)
- Uroplectes fischeri (Karsch, 1879)
- Uroplectes flavoviridis (Peters, 1861)
- Uroplectes formosus (Pocock, 1890)
- Uroplectes gracilior (Hewitt, 1914)
- Uroplectes insignis Pocock, 1890
- Uroplectes katangensis (Prendini, 2015)[4]
- Uroplectes lineatus (C. L. Koch, 1844)
- Uroplectes longimanus (Werner, 1936)
- Uroplectes malawicus (Prendini, 2015)[4]
- Uroplectes marlothi (Purcell, 1901)
- Uroplectes ngangelarum (Monard, 1930)
- Uroplectes occidentalis (Simon, 1876)
- Uroplectes olivaceus (Pocock, 1896)
- Uroplectes otjimbinguensis (Karsch, 1879)
- Uroplectes pardalis (Werner, 1913)
- Uroplectes pardii (Kovarik, 2003)
- Uroplectes pictus (Werner, 1913)
- Uroplectes pilosus (Thorell, 1876)
- Uroplectes planimanus (Karsch, 1879)
- Uroplectes schlechteri (Purcell, 1901)
- Uroplectes schubotzi (Kraepelin, 1929)
- Uroplectes silvestrii (Borelli, 1913)
- Uroplectes teretipes (Lawrence, 1966)
- Uroplectes triangulifer (Thorell, 1876)
- Uroplectes tumidimanus (Lamoral, 1979)
- Uroplectes variegatus (C. L. Koch, 1844)
- Uroplectes vittatus (Thorell, 1876)
- Uroplectes xanthogrammus (Pocock, 1897)
- Uroplectes zambezicus (Prendini, 2015)[4]